# 夏獻烈
夏獻烈，江西新建縣人，清朝政治人物，進士出身。

## 生平
道光二十六年（1846年）丙午科舉人，道光三十年（1850年）考中庚戌科進士。曾任直隸束鹿縣知縣。